# Bob Galvin
Robert William "Bob" Galvin (9 de outubro de 1922 – 11 de outubro de 2011) foi um executivo estadunidense. Era filho do fundador da Motorola, Paul Galvin, e atuou como CEO desta empresa entre 1959 e 1986.